# Notholirion bulbuliferum
Notholirion bulbuliferum là một loài thực vật có hoa trong họ Liliaceae. Loài này được (Lingelsh.) Stearn miêu tả khoa học đầu tiên năm 1951.